# Championnat d'Amérique centrale et des Caraïbes féminin de basket-ball des moins de 17 ans
Cet article traite de l'épreuve féminine. Pour la compétition masculine, voir Championnat d’Amérique centrale et des Caraïbes masculin de basket-ball des moins de 17 ans.
Le Championnat d’Amérique centrale et des Caraïbes féminin de basket-ball des moins de 17 ans est une compétition féminine de basket-ball qui oppose les meilleures sélections nationales d’Amérique centrale et des Caraïbes des joueuses de moins de 17 ans. Elle est organisée par la FIBA Amériques depuis 2000 et tous les 2 ans depuis 2009. Le titre de champion d'Amérique centrale et des Caraïbes se joue entre 8 sélections des différentes zones d'Amérique centrale, inluant aussi le Mexique, et des Caraïbes. Les trois premières équipes à l'issue de la compétition se qualifient directement pour le Championnat des Amériques féminin de basket-ball des moins de 18 ans pour ensuite tenter de se qualifier pour la Coupe du monde féminine de basket-ball des 19 ans et moins.

## Palmarès
| Édition | Année | Pays hôte                                     | Finale                                        | Finale                                        | Finale                                        | Petite finale                                 | Petite finale                                 | Petite finale                                 | MVP                                           |
| Édition | Année | Pays hôte                                     | Champion                                      | Score                                         | Deuxième                                      | Troisième                                     | Score                                         | Quatrième                                     | MVP                                           |
| ------- | ----- | --------------------------------------------- | --------------------------------------------- | --------------------------------------------- | --------------------------------------------- | --------------------------------------------- | --------------------------------------------- | --------------------------------------------- | --------------------------------------------- |
| 1re     | 2000  | Mérida                                        | Cuba                                          |                                               | Mexique                                       | Porto Rico                                    |                                               | Costa Rica                                    | non mis en place                              |
| 2e      | 2005  | Hato Mayor del Rey                            | Porto Rico                                    |                                               | République dominicaine                        | Costa Rica                                    |                                               | Îles Vierges des États-Unis                   | non mis en place                              |
| 3e      | 2009  | Aguascalientes                                | Mexique                                       |                                               | Porto Rico                                    | Costa Rica                                    |                                               | Îles Vierges des États-Unis                   | non mis en place                              |
| 4e      | 2011  | Gurabo                                        | Porto Rico (2)                                | 63–44                                         | Mexique                                       | République dominicaine                        | 80–46                                         | Bahamas                                       | non mis en place                              |
| 5e      | 2013  | San Salvador                                  | Mexique (2)                                   | 65–47                                         | Salvador                                      | Porto Rico                                    | 64–44                                         | République dominicaine                        | Narda López                                   |
| 6e      | 2015  | Mexico                                        | Mexique (3)                                   |                                               | Porto Rico                                    | Guatemala                                     |                                               | Honduras                                      | Ornella Rivera                                |
| 7e      | 2017  | Aguada                                        | Mexique(4)                                    | 83–77                                         | Porto Rico                                    | Salvador                                      | 56–41                                         | Costa Rica                                    | Sofía Payán                                   |
| 8e      | 2019  | San Juan                                      | Mexique (5)                                   | 61–56                                         | Porto Rico                                    | République dominicaine                        | 55–40                                         | Guatemala                                     | Iraís Aguilera                                |
| 9e      | 2021  | Non joué en raison de la pandémie de Covid-19 | Non joué en raison de la pandémie de Covid-19 | Non joué en raison de la pandémie de Covid-19 | Non joué en raison de la pandémie de Covid-19 | Non joué en raison de la pandémie de Covid-19 | Non joué en raison de la pandémie de Covid-19 | Non joué en raison de la pandémie de Covid-19 | Non joué en raison de la pandémie de Covid-19 |
| 9e      | 2023  | Managua                                       | Porto Rico (3)                                | 71–55                                         | Mexique                                       | République dominicaine                        | 80–74                                         | Panama                                        | Desirek Nieves                                |

## Médailles par pays
Tableau actualisé après le championnat 2023.
| Rang | Nation                 | Or | Argent | Bronze | Total |
| ---- | ---------------------- | -- | ------ | ------ | ----- |
| 1    | Mexique                | 5  | 3      | 0      | 8     |
| 2    | Porto Rico             | 3  | 4      | 2      | 9     |
| 3    | Cuba                   | 1  | 0      | 0      | 1     |
| 4    | République dominicaine | 0  | 1      | 3      | 4     |
| 5    | Salvador               | 0  | 1      | 1      | 2     |
| 6    | Costa Rica             | 0  | 0      | 2      | 2     |
| 7    | Guatemala              | 0  | 0      | 1      | 1     |

## Détail par pays
| Équipe                      | 2000 | 2005 | 2009 | 2011 | 2013 | 2015 | 2017 | 2019 | 2023 | Total |
| --------------------------- | ---- | ---- | ---- | ---- | ---- | ---- | ---- | ---- | ---- | ----- |
| Bahamas                     |      | 5e   | 6e   | 4e   | 8e   |      | 6e   | 6e   |      | 6     |
| Barbade                     |      |      |      |      |      |      |      | 8e   |      | 1     |
| Costa Rica                  | 4e   | 3e   | 3e   |      | 5e   |      | 4e   | 5e   | 8e   | 7     |
| Cuba                        | 1er  |      |      |      |      |      |      |      |      | 1     |
| Guatemala                   | 5e   |      | 5e   | 5e   |      | 3e   | 5e   | 4e   | 7e   | 7     |
| Honduras                    | 6e   |      |      |      | 6e   | 4e   |      |      |      | 3     |
| Îles Caïmans                |      |      |      | 7e   |      |      |      |      |      | 1     |
| Îles Vierges britanniques   |      |      |      |      |      |      | 8e   |      |      | 1     |
| Îles Vierges des États-Unis |      | 4e   | 4e   | 6e   | 7e   |      |      |      |      | 4     |
| Mexique                     | 2e   |      | 1er  | 2e   | 1er  | 1er  | 1er  | 1er  | 2e   | 8     |
| Nicaragua                   |      |      |      |      |      |      |      |      | 5e   | 1     |
| Panama                      |      |      |      |      |      |      |      |      | 4e   | 1     |
| Porto Rico                  | 3e   | 1er  | 2e   | 1er  | 3e   | 2e   | 2e   | 2e   | 1er  | 9     |
| République dominicaine      |      | 2e   |      | 3e   | 4e   |      |      | 3e   | 3e   | 5     |
| Salvador                    |      |      |      |      | 2e   | 5e   | 3e   | 7e   | 6e   | 5     |
| Suriname                    |      |      |      |      |      |      | 7e   |      |      | 1     |
| Total                       | 6    | 5    | 6    | 7    | 8    | 5    | 8    | 8    | 8    |       |

Légende : en gras le pays organisateur.